# Судетска германска партия
Судетска германска партия (на немски: Sudetendeutsche Partei; SdP; на чешки: Sudetoněmecká strana) в зависимост от тълкуванията на различните историци е нацистка, или превърнала се впоследствие в такава немска националистическа политическа партия в Чехословакия.

## История
С нарастващата сила на нацистката партия в Германия, Судетската германска партия става голяма пронацистка сила в Чехословакия с изрична официална цел да разкъса страната и да я присъедини към Третия райх. До юни 1938 г. партията има над 1,3 милиона членове, т.е. 40,6% от етническите германски граждани на Чехословакия. По време на последните свободни демократични избори преди германската анексия на Чехословакия, през май 1938 г., партията печели 88% от гласовете на етническите германци, като поема контрола над повечето общински власти в чешката граница. Масовото членство в партията я прави една от най-големите фашистки партии в Европа по онова време.